# Balacet
Balacet település Franciaországban, Ariège megyében. Lakosainak száma 47 fő (2022. január 1.). Balacet Bonac-Irazein, Salsein, Bordes-Uchentein és Argein községekkel határos.

## Népesség
A település népességének változása:
| Lakosok száma | 29   | 14   | 10   | 20   | 19   | 23   | 26   | 34   | 38   | 47   |
|               | 1968 | 1982 | 1990 | 2006 | 2013 | 2015 | 2017 | 2019 | 2020 | 2022 |